# Friedel Stolle
Friedel Stolle (* 29. März 1883 in Meerane; † 12. August 1963 in Weimar) war eine deutsche Schauspielerin.

## Leben und Wirken
Friedel (eigentlich Frieda Auguste) Stolle wurde am 29. März 1883 unehelich im sächsischen Meerane geboren. Sie hatte eine ältere Schwester, Hildegard Stolle (1880–1936), die sich später als Konzertsängerin und Pianistin einen Namen machen sollte. Die Mutter der beiden Mädchen war die ledige Wirtschafterin Henriette Wilhelmine Wege, die 1885 den geschiedenen Musikdirektor Carl Heinrich Stolle (1840–1911) heiratete. Im Zuge dessen fiel den Töchtern der Familienname Stolle zu. Carl Heinrich Stolle war Sozialdemokrat und Mitglied der Meeraner Stadtverordnetenversammlung. Von 1889 bis 1901 gehörte er auch der zweiten Kammer des sächsischen Landtags an.
Eine gemeinsame jüngere Schwester von Friedel und Hildegard Stolle war Else Gertrud Stolle (1888–1953), die 1914 den dänischen funktionalistischen Architekten Tyge William Mollerup (1888–1953) heiratete.
Friedel Stolle ließ sich zur Schauspielerin ausbilden. Sie trat ab etwa 1903 zunächst im Sächsischen Volkstheater in Chemnitz auf, wechselte dann aber bald ans Stadttheater in Harburg. 1915 war sie als „Zweite Liebhaberin“ am Stadttheater in Aschaffenburg engagiert. Als das Wissenschaftlich-humanitäre Komitee (WhK) in Berlin im selben Jahr ein „patriotisches Weihnachtskonzert“ ausrichtete, gehörte Friedel Stolle neben ihrer Schwester, der Sängerin Hildegard Stolle, und dem Opernsänger und späteren Stummfilmregisseur Alfred Tostary (eigentlich Alfred Pick, 1872–1942) zu den geladenen Gästen, die zusammen mit dem WhK-Mitglied Richard Meienreis das künstlerische Programm des Abends gestalteten. Ab 1925 spielte Friedel Stolle am Stadttheater in Hagen, wurde aber 1939 aus möglicherweise politischen Gründen aus dem Ensemble verabschiedet. Sie galt als „Funktionärin“ der SPD.
Nach 1949 lebte Friedel Stolle in der DDR. In der Spielzeit 1948/49 hatte sie ein Engagement am Stadttheater in Lutherstadt Wittenberg, und 1955 trat sie unter dem Intendanten Herbert Krauss an den Landesbühnen Sachsen in Dresden auf. Offenbar blieb sie zeit ihres Lebens unverheiratet. Friedel Stolle starb am 12. August 1963 in Weimar.